# 野武士のグルメ
『野武士のグルメ』（のぶしのグルメ）は、久住昌之が日本国で発表したグルメ・エッセイである。食事のために何気なく入った飲食店でのささいな出来事を、細やかな心理描写でつづっている。久住昌之は、本作創作の原点は『孤独のグルメ』の一篇「釜石の石割桜」にあるとしている。後に、本作を原作とした同名の漫画並びにテレビドラマが製作された。
- 『野武士のグルメ』久住昌之、晋遊舎、東京、2009年2月。ISBN 978-4-88380-910-3。全国書誌番号:21636560。
- 『野武士のグルメ』久住昌之（増量新装版）、晋遊舎、東京、2014年4月。ISBN 978-4-86391-949-5。全国書誌番号:22387224。

## 漫画
2013年11月から、幻冬舎が運営するウェブ・ポータル「幻冬舎Plus」で、土山しげるの作画による漫画版の連載が始まり、中断を挟みながらも2014年6月から2nd seasonを、2015年6月から3rd seasonを発表した。 幻冬舎コミックスから『たそがれ食堂』が2017年6月に「創刊」されると、連載を同誌に移した。漫画版では、時間を持てあましている60代の男「香住武」を主人公に物語が展開する。これは土山しげるの発案だという。連載初期は既刊のエッセイを、2nd seasonからは漫画のために久住昌之が書き下ろした原稿を原作としている。しかし、2018年5月24日に作画担当の土山しげるが逝去したことから、新作の発表は終了することとなった。これを受け幻冬舎は、既刊単行本全3巻を追悼の意を込めて重版した。2016年12月の時点で135,000部を売り上げ、朝鮮語訳も出版されている。
紙版
- 『漫画版 野武士のグルメ』久住昌之，土山しげる、幻冬舎、東京、2014年3月。ISBN 978-4-344-02553-0。全国書誌番号:22378219。
  - 박정임 訳（朝鮮語）『방랑의 미식가』구스미마사유키，츠치야마시게루、이숲、서울、2015年6月30日。ISBN 979-11-8596765-3。OCLC 959970844。
  - 『漫画版 野武士のグルメ』久住昌之，土山しげる、幻冬舎、東京〈幻冬舎文庫〉、2016年6月。ISBN 978-4-344-42476-0。全国書誌番号:22739036。
- 『漫画版 野武士のグルメ 2nd』久住昌之，土山しげる、幻冬舎、東京、2015年3月。ISBN 978-4-344-02739-8。全国書誌番号:22546177。
  - 박정임 訳（朝鮮語）『돌아온 방랑의 미식가』구스미마사유키，츠치야마시게루、이숲、서울、2015年12月20日。ISBN 979-11-8692101-2。
- 『漫画版 野武士のグルメ 3ed』久住昌之，土山しげる、幻冬舎コミックス、東京、2018年1月。ISBN 978-4-344-83895-6。全国書誌番号:23018586。
- 『漫画版 野武士のグルメ 上』久住昌之，土山しげる（新装版）、幻冬舎コミックス、東京〈バーズコミックススペシャル〉、2019年9月。ISBN 978-4-344-84516-9。全国書誌番号:23282879。
- 『漫画版 野武士のグルメ 下』久住昌之，土山しげる（新装版）、幻冬舎コミックス、東京〈バーズコミックススペシャル〉、2019年9月。ISBN 978-4-344-84517-6。全国書誌番号:23282880。

電子版
- 『漫画版 野武士のグルメ カラー版 1st 01』久住昌之，土山しげる、幻冬舎、東京、2015年3月6日。
- 『漫画版 野武士のグルメ カラー版 1st 02』久住昌之，土山しげる、幻冬舎、東京、2015年5月29日。
- 『漫画版 野武士のグルメ カラー版 1st 03』久住昌之，土山しげる、幻冬舎、東京、2015年8月7日。

## ドラマ
Netflixは、漫画版を実写化したオリジナル・ドラマ全12話を製作し、2017年3月17日から「世界190か国」で配信している。2020年4月には米誌『バラエティ』の電子版で、The Best International Shows on Netflixの一作に選ばれている。

### スタッフ
- 監督 - 藤井道人[14]、星護 [15]、宝来忠昭[16]
- 制作プロダクション - 共同テレビジョン[17]
- 製作 - Netflix[18]

### キャスト（レギュラー）
- 香住武 - 竹中直人[19]
- 野武士 - 玉山鉄二[20]
- 香住静子（香住の妻） - 鈴木保奈美 [21]

#### キャスト（ゲスト）
- 第3話 - 渡辺哲[22]
- 第4話 - 中村ゆりか[23]
- 第5話 - 温水洋一[24]、柳ゆり菜[22]
- 第6話 - 玉袋筋太郎[23]
- 第10話 - 黒部進[24]、伊吹吾郎[23]
- 第12話 - 松原智恵子[22]

### 各話リスト
1. 定食屋の昼ビール
2. 悪魔のマダム
3. 朝のアジ
4. 焼肉モラトリアム
5. エキストラのロケ弁
6. 純喫茶ランチ
7. 雨漏りのコの字カウンター
8. さすらいのイタリアン
9. ココロのコロッケ
10. 白髪の騎士
11. 記念日のおでん
12. 想い出のハヤシライス

### 関連書籍
- 『『野武士のグルメ』巡礼ガイド』幻冬舎コミックス、東京、2017年6月。ISBN 978-4-344-83995-3。OCLC 991847332。全国書誌番号:22899966。

## 脚註
1. 1 2  “書評「野武士のグルメ」久住昌之著、晋遊舎”.   リアルライブ (2009年9月16日). 2023年10月28日閲覧。
2. 1 2 3  漆原直行 (2014年3月19日). “大根仁×久住昌之対談第1回 「食」は、あれこれ悩む姿がおもしろい”. 幻冬舎plus.   幻冬舎. 2023年10月28日閲覧。
3. 1 2  “久住昌之の「野武士のグルメ」を土山しげるがマンガ化”. コミックナタリー.   ナターシャ (2013年11月15日). 2023年10月28日閲覧。
4. ↑  “竹中直人＆玉山鉄二：異色のグルメドラマ「野武士のグルメ」の魅力を語り尽くす おいしい店探しの極意も”. MANTANWEB.   MANTAN (2017年4月25日). 2023年10月28日閲覧。
5. 1 2  “「野武士のグルメ」連載再開、原作は久住昌之描き下ろしに”. コミックナタリー.   ナターシャ (2014年6月27日). 2023年10月28日閲覧。
6. ↑  “「漫画版 野武士のグルメ」3rdの連載決定、カラー版第2弾も発売に”. コミックナタリー.   ナターシャ (2015年5月24日). 2023年10月28日閲覧。
7. ↑  “土山しげる、きくち正太らのグルメマンガ集めた「たそがれ食堂」vol.1発売”. コミックナタリー.   ナターシャ (2017年6月15日). 2023年10月28日閲覧。
8. ↑  ahogamirubutan3のツイート（1002422963340099584）
9. ↑  qusumiのツイート（1009612153853116416）
10. 1 2  “竹中直人＆玉鉄で漫画「野武士のグルメ」ドラマ化”. 日刊スポーツ.   日刊スポーツ新聞社 (2016年12月5日). 2016年12月8日時点のオリジナルよりアーカイブ。2023年10月28日閲覧。
11. ↑  野武士のグルメ - Netflix
12. ↑  “竹中直人、実写版『野武士のグルメ』に主演「意表をついた楽しい作品」”. ORICON NEWS.   oricon ME (2016年12月13日). 2023年10月28日閲覧。
13. ↑  “Best Foreign Language Shows to Stream on Netflix” (英語). Variety.   Variety Media, LLC. (2020年4月29日). 2023年10月28日閲覧。
14. ↑  “竹中直人の「理想の分身」に玉山鉄二、久住昌之原作『野武士のグルメ』”. CINRA.   cinra (2016年12月13日). 2023年10月29日閲覧。
15. ↑  “ドラマ「野武士のグルメ」竹中直人×玉山鉄二がひとり飯楽しむキービジュ解禁”. コミックナタリー.   ナターシャ (2016年12月13日). 2023年10月29日閲覧。
16. ↑  藤本洋輔 (2017年2月2日). “野武士・玉山鉄二が「説教というのは、シラフのときにするもんじゃ!!」 Netflixオリジナルドラマ『野武士のグルメ』予告”. SPICE.   イープラス. 2023年10月29日閲覧。
17. ↑  古崎康成. “野武士のグルメ（ネットドラマ）”. テレビドラマデータベース.   キューズ・クリエイティブ. 2023年10月29日閲覧。
18. ↑  工藤ひろえ (2017年3月16日). “「孤独のグルメ」原作＆スタッフが再集結！　竹中直人主演のひとり飯ドラマ「野武士のグルメ」、明日3/17（金）からNetflixで全世界配信スタート”. ネタとぴ.   インプレス. 2023年10月29日閲覧。
19. ↑  鈴木長月 (2017年3月16日). “野武士のような孤高メシは苦手！？ 竹中直人さんインタビュー 【野武士のグルメ】”. メシ通.   リクルート. 2023年10月29日閲覧。
20. ↑  “竹中直人、玉山鉄二が男のロマンと願望を体現「野武士のグルメ」撮影秘話”. 映画.com.   エイガ・ドット・コム (2017年3月16日). 2023年10月29日閲覧。
21. ↑  “竹中直人「もうたまらな〜い」 鈴木保奈美の美しさに大興奮”. サンスポ.   産経デジタル (2017年3月22日). 2023年10月29日閲覧。
22. 1 2 3  “「野武士のグルメ」で玉山鉄二と柳ゆり菜が“再会”!?”. WEBザテレビジョン.   KADOKAWA (2017年2月25日). 2023年10月28日閲覧。
23. 1 2 3  “Netflixドラマ『野武士のグルメ』ゲストキャスト発表”. ORICON NEWS.   oricon ME (2017年2月25日). 2023年10月29日閲覧。
24. 1 2  “ドラマ「野武士のグルメ」に柳ゆり菜、中村ゆりか、温水洋一らゲスト出演”. コミックナタリー.   ナターシャ (2017年2月25日). 2023年10月29日閲覧。